# Lorenzo Onorati
Pour les articles homonymes, voir Onorati.
Lorenzo Onorati, né en 1947 à Rome (Latium), est un réalisateur, scénariste et producteur de cinéma italien.

## Biographie
Onorati opère presque exclusivement sous son pseudonyme Lawrence Webber ou Lawrence De Webb. Il a majoritairement réalisé des films pornographiques ; certains ont été distribués dans des versions érotiques, d'autres étaient destinés au marché international de la vidéo. Il a fait ses débuts en tant que réalisateur en 1980 sur un film avec Marina Frajese, et a été actif jusqu'au milieu des années 1990.

## Filmographie

### Réalisateur de films traditionnels
- 1980 : Cameriera senza... malizia (it)
- 1984 : Les Orgies de Caligula (Roma. L'antica chiave dei sensi)
- 1987 : Flavia schiava di Roma regina d'amore (it)
- 1988 : Abat-jour - L'ultima calda luce prima del piacere (it)
- 1988 : Femmine
- 1988 : Chantage intime (Abat-jour 1)
- 1989 : La storia di Lady Chatterley (it)
- 1989 : Madame, nuda è arrivata la straniera
- 1989 : Lambada blu (it)
- 1989 : La donna dell'isola (it)
- 1989 : Boutique (it)
- 1989 : Carne di lusso
- 1989 : L'insegnante di violoncello (it)
- 1990 : Lucrèce Borgia (Lucrezia Borgia)
- 1990 : Abat-jour 2
- 1990 : Il sofà
- 1994 : Big John
- 1994 : Guendalina
- 1996 : La fata Miranda
- 1997 : Bang! I want you
- 2004 : Nella notte

### Réalisateur de films pornographiques
- 1981 : Que peut-on faire avec les femmes ? (Dolce gola)
- 1981 : Angela et ses amies (Quella porcacciona di mia moglie)
- 1983 : Perversions très spéciales pour jeunes filles de bonne famille (Corri, seguimi, vienimi dietro)
- 1983 : Tanto calore
- 1984 : Deborah la bambola bionda
- 1987 : Puberté, parfum intime d'une petite chatte mouillée (P... come pubertà)
- 1987 : Chiamami
- 1988 : Mogli insoddisfatte
- 1988 : Detective Transex
- 1988 : Femmine bizzarre
- 1988 : Sfida bestiale
- 1989 : Offerta speciale con desiderio bestiale
- 1989 : Chiamami…Moana e le sue bestie
- 1989 : Chiamami…La donna degli animali
- 1989 : Rome bestial luxury
- 1989 : J'en veux plein mon cul
- 1989 : Viens doucement par le petit trou, c'est meilleur
- 1990 : Donne in calore per stalloni di lusso
- 1990 : La moglie giovane e viziata
- 1990 : Flavia e le sue bestie
- 1990 : Flavia la bestia nera
- 1990 : Sinfonia di una vergine
- 1990 : Emanuelle pretty woman
- 1991 : Chiamami…Bestial play best
- 1991 : Cerentola 91
- 1992 : Luana la porcona
- 1992 : Mi prendi…ma quanto mi prendi
- 1992 : Sequestro di una signorina per bene
- 1993 : Io speriamo che me la chiavo
- 1993 : Un diavolo dalla faccia d’angelo
- 1993 : Simona - Turbamento di una minorenne
- 1995 : Quella figona di Simona
- 1998 : Miranda la porcona che si bagna
- 2002 : Il ricatto
- 2002 : Polizia corrotta
- 2002 : L'infiltrata
- 2002 : La segretaria

### Acteur
- 2003 : Doll's Game de Marco Colibazzi